# 厦门建发集团
厦门建发集团有限公司（简称：厦门建发或建发集团，英语：Xiamen C&D Co., Ltd）是1980年12月成立的厦门市属重要的投资发展企业，最初名称为厦门经济特区建设发展公司。集团注册资本30亿元人民币，资产总额超过260亿元，2008年12月17日，與台資企業台灣人壽共同投資人民幣2.4億元，各持股50%，合資成立君龍人壽。
旗下的厦门建发股份有限公司（简称：建发股份，英语：Xiamen C&D Inc.）是成立于1998年6月10日的上市公司，同年6月16日在上交所挂牌上市，是以供应链运营为核心的现代服务型企业。2008年7月，建发股份入选上证公司治理指数样本股。

## 主要控股公司
- 红星美凯龙家居集团股份有限公司23.95%
- 厦门建发股份有限公司
- 建发房地产集团有限公司
- 厦门建发旅游集团股份有限公司
  - 厦门悦华酒店
  - 泉州悦华酒店
  - 武夷山悦华酒店
  - 厦门海悦山庄酒店
  - 厦门国际会展酒店
  - 厦门宾馆
  - 厦门颐豪商务酒店
  - 厦门新怡酒店
  - 厦门云海度假村
  - 厦门国际会议中心酒店
- 联发集团有限公司
- 厦门国际会展集团有限公司
  - 厦门国际会议展览中心
- 厦门国际信托有限公司

## 主要参股公司
- 厦门航空有限公司34%
- 厦门国际银行
- 厦门华侨电子股份有限公司（上交所：600870、老三板：400136）
- 厦门法拉电子股份有限公司（上交所：600563）
- 廈門港務